# Paul Guilbert (journaliste)
Pour les articles homonymes, voir Paul Guilbert et Guilbert.
 Paul Guilbert, né le 5 juin 1932 à Dury (Somme) et mort le 10 juillet 2002 à Paris 15e, est un journaliste politique français.

## Biographie
Ancien secrétaire de Joseph Kessel et collaborateur de Paul Reynaud, ancien président du Conseil, Paul Guilbert avait fréquenté Jacques et Bernadette Chirac du temps de ses études de sciences politiques. Il est demeuré lié avec eux. 
De 1960 à 1967, il débute dans la carrière journalistique comme secrétaire général et chef des informations générales du quotidien Combat, dirigé par Henri Smadja. Il entre ensuite au Quotidien de Paris, lancé par Philippe Tesson en 1974, où il est chef du service politique de 1976 à 1978. Il devient alors pour quelques mois, grand reporter politique à l’hebdomadaire L’Express, avant de retourner au Quotidien de Paris (Groupe Quotidien) en 1979 comme rédacteur en chef chargé du service politique.
En 1988, il entre au Figaro comme chroniqueur politique et membre du comité éditorial. Nommé rédacteur en chef du quotidien en 1990, il est aussi chef du service politique intérieure. En octobre 1996, il est nommé rédacteur en chef politique et vice-président du comité éditorial.
Paul Guilbert est vice-président délégué de l’Association de la presse présidentielle (APP) de 1985 à 1992, puis vice-président de 1997 à 2002.
À sa mort, sa mémoire est saluée par toute la presse : « C’était un talent libre » écrit Jean-Marie Rouart, de l'Académie française. De son côté, Jacques Chirac, président de la République déclare : « C'était un esprit fin et curieux pour qui la langue et l’écriture étaient un engagement, parfois un combat ». 
Il est enterré au cimetière du Montparnasse à Paris.